# Articulação Nacional das Mulheres Indígenas Guerreiras da Ancestralidade
A Articulação Nacional das Mulheres Indígenas Guerreiras da Ancestralidade (ANMIGA) é uma organização nacional de movimentos de mulheres indígenas do Brasil fundada em 08 de março de 2021. A ANMIGA unifica mulheres indígenas de todos os biomas brasileiros na mobilização social e articulação política por direitos indígenas e das mulheres. Fazem parte da ANMIGA importantes lideranças indígenas como Sônia Guajajara e Celia Xakriabá.

## História

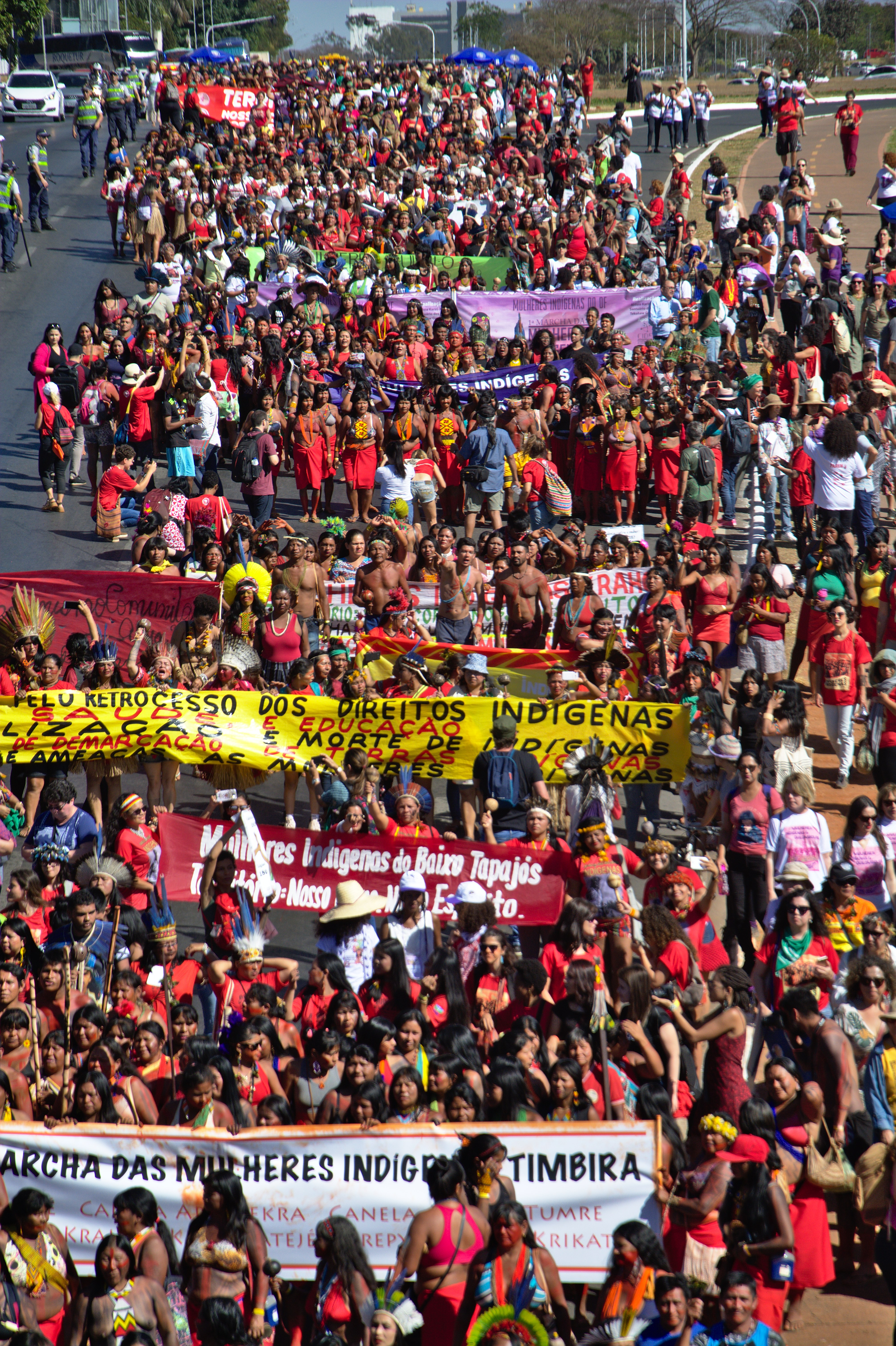
Marcha das Mulheres Indígenas, Brasília, 2019.

A ANMIGA tem suas raízes em organizações locais e regionais de mulheres indígenas do Brasil durante a década de 1980, no contexto de articulação política dos movimentos indígenas em torno da Constituinte brasileira.
Um marco para a fundação na Articulação foi a primeira Marcha de Mulheres Indígenas do Brasil, no ano de 2019, em Brasília. A marcha reuniu mais de três mil pessoas e movimentou atividades exclusivas de mulheres: reuniões, seminários e rodas de conversa presenciais e online. O evento possibilitou a articulação de pautas do movimento de mulheres indígenas em âmbito nacional. Por sua vez, a Marcha foi idealizada em 2015, no 15º Acampamento Terra Livre (ATL).
No dia 08 de março de 2021, Dia Internacional das Mulheres, a ANMIGA é fundada por meio do lançamento do Manifesto das primeiras brasileiras.
Segundo Braulina Baniwa, a ANMIGA é "resultado de mobilização das mulheres por espaços de voz e de fala". Ainsa segundo ela, a Articulação surgiu da necessidade de uma representação nacional para a política feminista indígena, nos mesmos moldes da Articulação dos Povos Indígenas do Brasil (APIB).